# Посьвентне (Сокульський повіт)
Посьвентне (пол. Poświętne) — село в Польщі, у гміні Суховоля Сокульського повіту Підляського воєводства.
У 1975-1998 роках село належало до Білостоцького воєводства.